# Sextus Vibius Gallus
Sextus Vibius Gallus war ein im 1. und 2. Jahrhundert n. Chr. lebender Angehöriger der römischen Armee. Durch eine zweisprachige Inschrift, die in Amastris gefunden wurde, sind einzelne Stationen seiner Laufbahn bekannt.
In der Inschrift sind die folgenden militärischen Positionen der Laufbahn von Gallus (in dieser Reihenfolge) angegeben: Trecenarius, Primus pilus und Praefectus castrorum in der Legio XIII Gemina. Er erhielt von mindestens zwei Kaisern (donis donato ab Imperatoribus) folgende militärische Auszeichnungen: Torques, Armillae, Phalerae, drei Coronae murales, zwei Coronae vallares, eine Corona aurea, fünf Hastae purae und zwei Vexilla.
Die zweisprachige Inschrift wurde durch seinen Freigelassenen Sextus Vibius Cocceianus errichtet. Gallus ist noch durch weitere Inschriften belegt, die an der Schwarzmeerküste gefunden wurden: durch zwei Inschriften, die er dem Iupiter Sarsus weihte und durch eine Inschrift, die von Euelpistos, dem Verwalter seiner Güter, errichtet wurde.

## Laufbahn
Die erste angegebene Position in der Laufbahn von Gallus ist die eines Trecenarius; er muss daher zuvor als Centurio in den Kohorten gedient haben, die in Rom stationiert waren.
Rudolf Hanslik nimmt an, dass Gallus seine militärische Laufbahn als einfacher Soldat begann, zum Trecenarius aufstieg und danach Primus pilus wurde. Nachdem er seine Dienstzeit als Primus pilus beendet hatte, wurde er in den römischen Ritterstand (Eques) aufgenommen.
Brian Dobson geht davon aus, dass Gallus bereits ein Angehöriger des römischen Ritterstandes war, bevor er seine militärische Laufbahn begann. Entweder wurde er als solcher direkt zum Centurio ernannt oder er diente zunächst als ritterlicher Offizier und bekam in dieser Funktion möglicherweise einige der Auszeichnungen, bevor er zu einer militärischen Laufbahn als Centurio wechselte, die ihn dann zu den in der Inschrift angegebenen Positionen führte. Laut Brian Dobson hatte Gallus vermutlich verschiedene Positionen als Centurio inne, darunter eine zwischen Trecenarius und Primus pilus.
Für Valerie A. Maxfield spricht die Position des Trecenarius dafür, dass Gallus entweder aus den Reihen der Prätorianergarde stammte oder als Angehöriger des römischen Ritterstandes direkt zum Centurio ernannt wurde. Sie hält es für unwahrscheinlich, dass er zunächst als ritterlicher Offizier diente, bevor er Centurio wurde.

## Herkunft
Für Brian Dobson ist die zweisprachige Inschrift aus Amastris ein Beleg dafür, dass Gallus aus diesem Ort stammte und nach seinem Militärdienst in seine Heimatstadt zurückkehrte; andererseits spricht die Position eines Trecenarius gegen diese Annahme, da die Centurionen der Kohorten in Rom gewöhnlich aus Italien stammten.
Ligia Ruscu hält die Position eines Trecenarius und die Herkunft aus Amastris nur dann für vereinbar, wenn man annimmt, dass Gallus als Angehöriger des Ritterstandes direkt zum Centurio ernannt wurde; ihrer Ansicht nach würde aber eine italische oder westliche Herkunft die Laufbahn des Gallus einfacher erklären. Für sie deuten auch der lateinische Text, der die Inschrift dominiert und die griechische (wortgetreue) Übersetzung mit den viel kleineren Buchstaben auf eine Herkunft aus den lateinsprachigen, westlichen Provinzen hin.

## Datierung
Valerie A. Maxfield und Ligia Ruscu gehen davon aus, dass die militärische Laufbahn von Gallus in die Regierungszeit von Domitian (81–96) und Trajan (98–117) fällt. Brian Dobson und Rudolf Hanslik nehmen an, dass Gallus seine Auszeichnungen während der Feldzüge von Domitian und Trajan erhielt. Christian Maier stellt diese allgemein akzeptierte Datierung der Karriere in Frage und nimmt stattdessen an, dass Gallus seine Auszeichnungen durch Valerian (253–260) und Gallienus (260–268) erhielt.
Eine Inschrift enthält eine Datumsangabe. Diese Inschrift wird entweder in das Jahr 109 oder 115 datiert. In einer Inschrift wird die Legio XIII mit dem Zusatz GG gekennzeichnet. Dieser Zusatz wurde von dem Erstbeschreiber der Inschrift, Ernst Kalinka, als G(emina) G(etica) interpretiert; er datierte diese Inschrift in die Regierungszeit der Severer (193–235). Christian Maier löst den Zusatz GG dagegen zu G(emina) G(allienarum) auf.
Durch Inschriften sind weitere Angehörige der gens Vibia aus Amastris und Umgebung bekannt; darunter waren Sextus Vibius Aquila, ein Pontarch im Jahr 184 und dessen Sohn Sextus Vibius Philon sowie Sextus Vibius Diogenes, ein Protos Archon während der Regierungszeit von Caracalla (211–217). Ligia Ruscu geht davon aus, dass es sich bei diesen Personen um Nachfahren von Gallus handelt, während Christian Maier sie als seine Vorfahren ansieht.